# Wybrand Hendriks

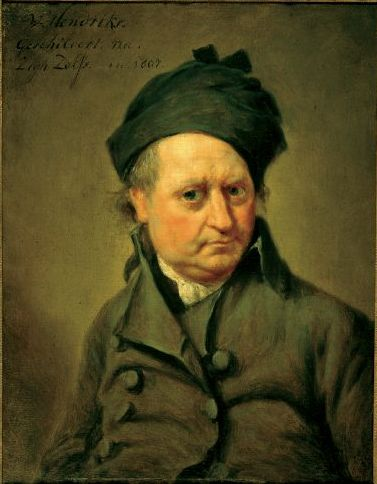
Autorretrato (1807)

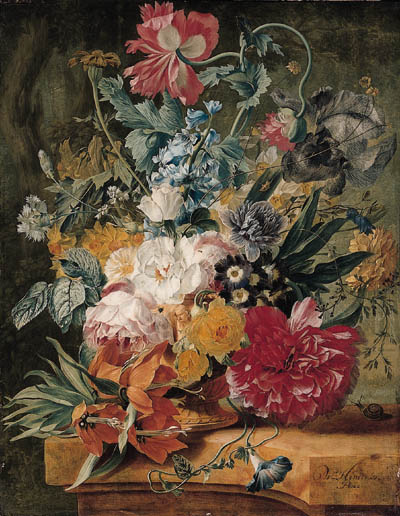
Bodegón con flores de primavera, siguiendo el estilo de Jan van Huysum

Wybrand Hendriks (Ámsterdam, 24 de junio de 1744 – Haarlem, 28 de enero de 1831) fue un pintor holandés y conservador de arte del Museo de Teyler. Es principalmente conocido por sus retratos.

## Biografía

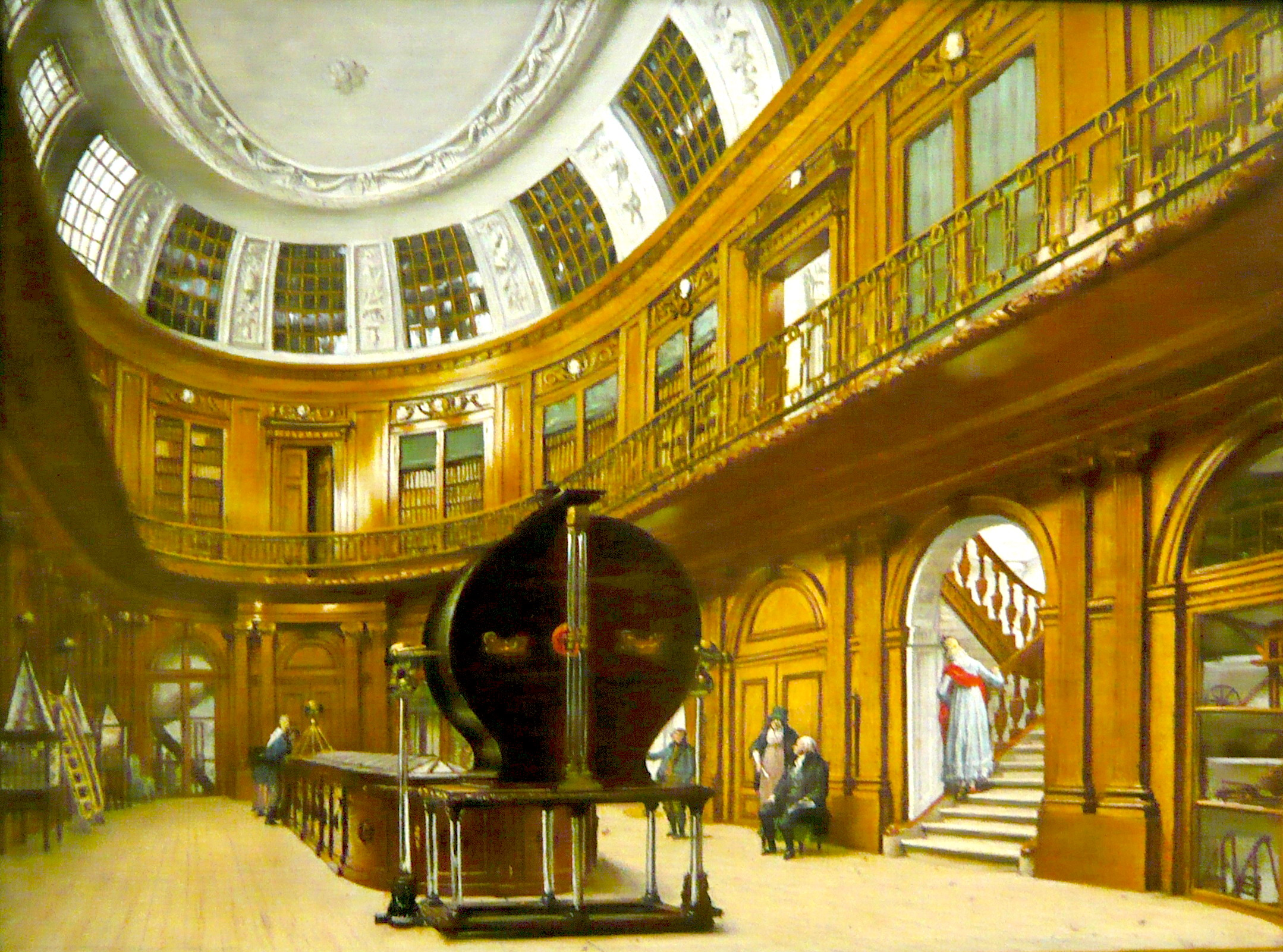
Sala Oval del Museu de Teyler, obra de Wybrand Hendriks, mostrando el generador electroestático de Van Marum. Es uno de los nueve cuadros de Hendriks en la primera galería de pinturas del Museu de Teyler.

Wybrand Hendriks nació en el seno de una familia de escultores, hijo del escultor Hendrik Hendriksz (ca. 1704 a 1.782) y de Aaltje Claasdr. Los dos hermanos (Hendrik jr. y Frans) siguieron los pasos de su padre y también fueron escultores. Su única hermana, Cornelia, se casó con el escultor Rijks Rijke.
Según Rijksbureau voor Kunsthistorische Documentatie, Hendriks aprendió a pintar mientras trabaja en la fábrica de papel decorativo de pared de Johannes Remmers en Ámsterdam. El 1772 tuvo la oportunidad de retomar el taller de papel tapiz de Anthonie Palthe, antes de casarse en 1775 con la viuda de Palthe, Agatha Ketel, de la que ya le había hecho en 1773 un dibujo para representar el luto.
En la década de 1780 Hendriks fue durante cinco años uno de los directores de la Academia de Dibujo de Haarlem (en neerlandés, Haarlemse Tekenacademie). Además, desde 1786 hasta 1819 fue el portero (kastelein) de la Fundación Teyler y vivió en Fundatiehuis como conservador de la colección de arte del Museo de Teyler, en sustitución de Vincent Jansz van der Vinne, quien dejó su puesto por un desacuerdo con Martinus van Marum, jefe de la sección de fósiles y colecciones de instrumentos.
Como conservador de arte, participó en subastas de los Países Bajos con la responsabilidad de ampliar la colección de arte del museo. En 1790 consiguió una importante colección de pinturas italianas del siglo XVIII provenientes de la colección de la reina Cristina de Suecia, llamada colección Odescalchi, la cual incluye obras de Miguel Ángel y Rafael Sanzio que actualmente se encuentran entre las piezas más importantes y valiosos del Museo de Teyler. También mantuvo un estudio en el antiguo salón de dibujo de la Academia de Dibujo Teyler, que había sido trasladada al Ayuntamiento de Haarlem, y mantenía y restauraba las obras de la colección del Museo Teyler.
Hendriks también regentaba el hospital Gasthuis, era miembro del ayuntamiento y era un seguidor de la Revolución Bátava de finales del siglo XVIII.
Después de que la muerte en 1802 de su esposa, Agatha Ketel, se volvió a casar en 1806 con Geertruid Harmsen, viuda de J. Radecker, organista de la ciudad de Haarlem, la cual murió en 1817. Dos años después se trasladó a una casa de Oude Gracht (Haarlem), donde moriría en 1831 a la edad de 86 años.
Sus alumnos fueron Hermanus van Brussel, Warnaar Horstink, Gerrit Johan van Leeuwen, Hendrina Alida Sollewijn, Abraham Vallenduuk y Jacobus Vrijmoet.

## Obra
Es conocido por sus retratos, pinturas del paisaje y bodegones al estilo de Jan van Huysum. Hendriks produjo varias pinturas del interior y los alrededores del Museo de Teyler, entre las que destacan la de los directores del Fundación Teyler, la Sala Oval y una pintura del jardín interior de Fundatiehuis. Sus pinturas del jardín interior de Fundatiehuis y la Sala Oval podrían haber sido creadas con la ayuda de espejos convexos y otras ayudas ópticas ya que las perspectivas son imposibles de hacer sin estas herramientas.
Dibujó retratos de Jacob van der Vos sr., Christiaan Scholten, Christiaan van Orsoy, Jan Petrus Scholten van Aschat, Frederik Alexander Vernède, Wernerus Köhne, Adriaan van der Willigen y Martinus van Marum, entre otros.